# Elecciones parciales de Barbados de 1954
Las elecciones parciales de Barbados de 1954 tuvieron lugar el 29 de noviembre del mencionado año con el objetivo de cubrir el segundo escaño representativo de la circunscripción de St. Lucy, hasta entonces ocupado por L. A. Williams, del Partido Laborista de Barbados (BLP). La nominación de candidatos tuvo lugar el 8 de noviembre, por lo que la campaña electoral duró tres semanas. Fueron las primeras elecciones parciales que tenían lugar desde la instauración del sufragio universal en lo que entonces era una colonia del Imperio británico, y la única que tuvo lugar en el período parlamentario 1951-1956.
James Cameron Tudor, del recientemente fundado Partido Democrático Laborista (DLP), una escisión izquierdista del BLP, obtuvo un rotundo triunfo con el 53,53% de los votos sobre dos candidatos independientes. El BLP, afectado por la escisión del DLP, no disputó las elecciones ante sus escasas posibilidades de triunfo. Hubo 56 votos anulados, y la participación fue del 72,98% del electorado registrado.
El resultado precipitó el lanzamiento formal del DLP como un nuevo partido político importante a inicios del año siguiente, bajo el liderazgo de Errol Barrow (nacido en St. Lucy) y Charlie Broome. Tudor retuvo con éxito el escaño en las elecciones generales de 1956, y St. Lucy se convirtió en uno de los bastiones más férreos del partido.

## Resultado
|  | 53.53 % |

|  | 27.05 % |

|  | 19.42 % |

|  | 98.06 % |

|  | 1.94 % |

|  | 100.00 % |

|  | 72.98 % |